# Camponotus egregius

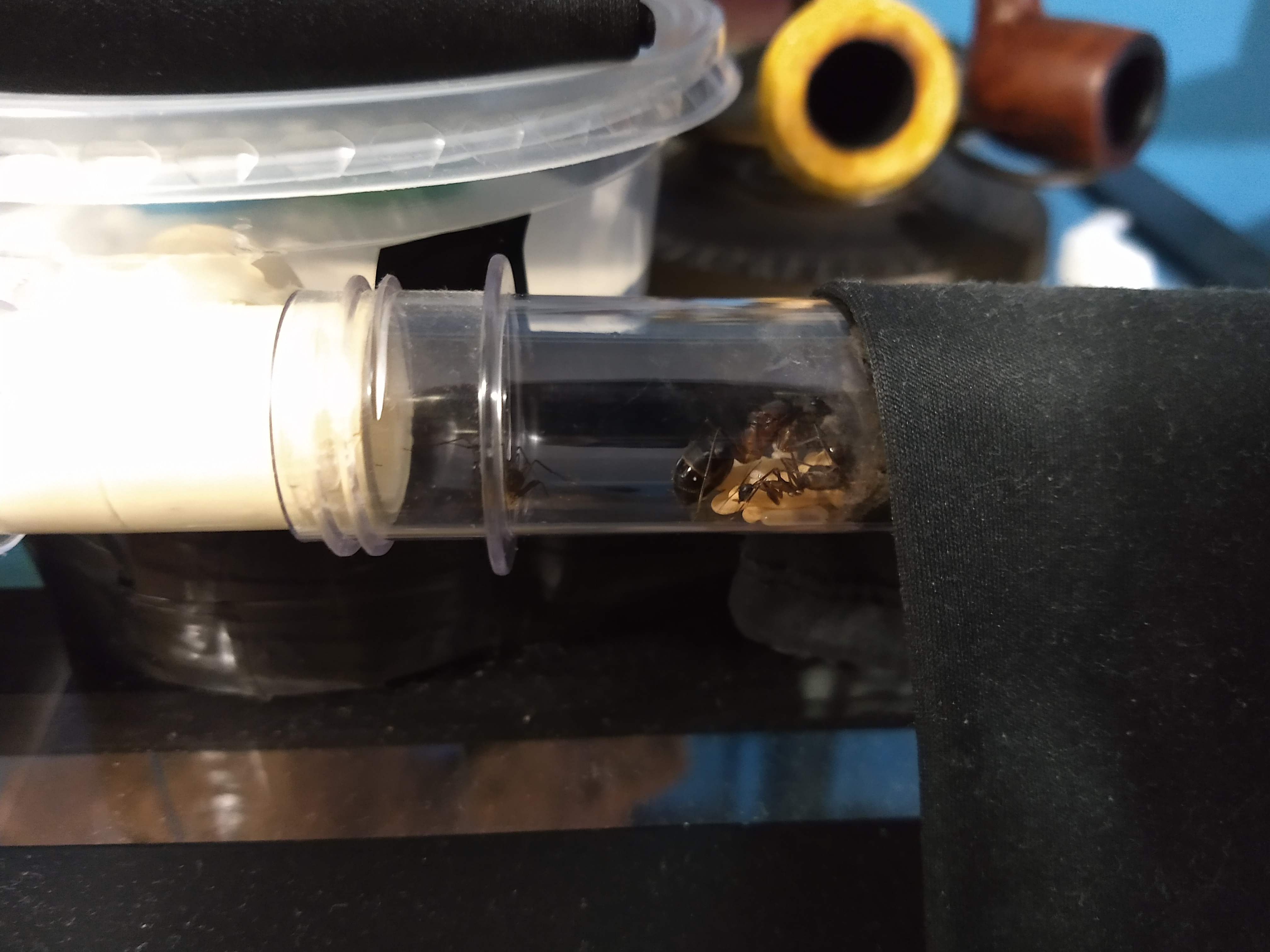
Rainha de Camponotus egregius no início da colônia com operárias, pupas, larvas e ovos.

Camponotus egregius é uma espécie de inseto do gênero Camponotus, pertencente à família Formicidae.